# Mandibeltiere
Die Mandibeltiere (Mandibulata) sind eine monophyletische Gruppe der Gliederfüßer (Arthropoda), die aufgrund von morphologischen Merkmalen gegen die Kieferklauenträger (Chelicerata) abgegrenzt wird. Benannt ist die Gruppe nach ihren Mundwerkzeugen, deren erstes Paar als Mandibeln bezeichnet wird. Die Mandibeltiere umfassen die Tausendfüßer (Myriapoda) und die Pancrustacea mit den Krebstieren (Crustacea) und den Sechsfüßern (Hexapoda), die u. a. die Insekten (Insecta) beinhalten. Einer älteren systematischen Einordnung nach wurden die Tausendfüßer und Sechsfüßer zu den Tracheentieren zusammengefasst und als Schwestertaxon den Krebstieren gegenübergestellt. Diese Tracheata-Hypothese ist jedoch stark umstritten. Molekularbiologische Untersuchungen führen zu der Annahme, dass die Krebstiere und Tracheentiere die Mandibeln unabhängig voneinander konvergent erworben haben. Andere molekularbiologische Befunde sprechen für eine homologe Entwicklung. Demnach haben sich die Mandibeln von Krebsen, Tausendfüßlern und Insekten aus der gesamten Extremität des Kopfsegments entwickelt (Gnathobasis), die Krebse beißen also nicht nur mit der Beinbasis und die Tracheentiere nicht mit der Beinspitze beißen. Die gegliederte Mandibel der Tausendfüßler ist also eine sekundäre Entwicklung.
Eine der ältesten, mit ca. 20 cm zugleich die größte bekannte Myriapodenart mit ausgeprägter unterkieferartiger Mandibel ist die 1912 zuerst beschriebene Odarai alata aus dem Kambrium vor ca. 509 – 505 Millionen Jahren. Der Selektionsvorteil dieser im Meer, aber auch im flachen Wasser lebenden Tiere bestand darin, dass sie mit dem relativ großen und harten Mandibelpaar härtere Nahrung zerkauen oder Schalen öffnen und sich neue Nahrungsquellen erschließen konnten. Der Kopfpanzer war etwa halb so lang wie das gesamte Tier. Dadurch ergaben sich neue Nahrungsketten, die zur kambrischen Radiation und zum evolutionären Erfolg und universeller Verbreitung der Mandibulata beitrugen.

## Merkmale
Die folgenden Merkmale verbinden die Mandibeltiere:
1. Das Vorhandensein eines Kopfpanzers (Cephalon), der aus den ersten sechs Segmenten des Körperpanzers (Carapax) besteht und an welchem im ursprünglichen Zustand als Extremitäten zwei Antennen und 3 Paar Mundwerkzeuge (Mandibel, 1. und 2. Maxille) ausgebildet sind.
2. Facettenaugen, deren Einzelaugen (Ommatidien) aus einem Kristallkegel und acht Retinulazellen mit einem zentralen Rhabdom aufgebaut sind.
3. Als ursprüngliche Ausscheidungsorgane beschränken sich die Nephridien ausschließlich auf den Kopfbereich, in dem bei den Krebstieren Antennen- und Maxillardrüsen vorkommen. Bei den Tracheentieren sind Labialdrüsen vorhanden, die allerdings nur als Speicherdrüsen fungieren. Die Exkretionsfunktion übernehmen hier die Malpighischen Gefäße im Verdauungstrakt.